# Prąd okresowo zmienny

Rodzaje zmienności prądu

Prąd okresowo zmienny – szczególny przypadek prądu zmiennego. Jak sama nazwa wskazuje, prąd taki zmienia się w sposób okresowy tak, że jego wartości chwilowe powtarzają się w równych odstępach czasu (okresach), w tej samej kolejności i w tym samym kierunku.
Innymi słowy zmiany wartości chwilowych takiego prądu przebiegają zgodnie z odpowiednią funkcją okresową.
Prądy okresowo zmienne można podzielić na:
- prąd przemienny
- prąd tętniący